# Fadrique Álvarez de Toledo y Ponce de León
Fadrique Alvarez de Toledo, né à Madrid le 27 février 1635, mort à Madrid le 9 juin 1705, est un militaire et homme politique espagnol, septième marquis de Villafranca del Bierzo, dignitaire Grand d'Espagne et second marquis de Villanueva de Valdueza.

## Biographie
Fadrique Alvarez de Toledo est le fils posthume de Fadrique Álvarez de Tolède y Mendoza, marquis de Villanueva de Valdueza, et de doña Elvira Ponce de León. Après la mort de son oncle, il est nommé marquis de Villafranca, comte Ramiro Pena, duc de Fernandina et prince de Montalbán.
Il se consacre très jeune à la carrière militaire, et en 1663 il obtient son premier poste, avec le grade de capitaine général des galères de Sicile. Il secourt la ville d'Héraklion attaquée par les Turcs en 1667 et pour ce fait d'armes il est nommé capitaine général des galères de Naples (1670).
Habile vice-roi de Naples intérimaire, pendant l'absence de don Pedro Antonio de Aragón (en) en 1671, il lui est proposé dès son retour en Espagne, un poste de vice-roi de la Nouvelle-Espagne, qu'il refuse. Deux ans plus tard, il est nommé vice-roi de Sicile (1673-1676). En 1676, il est nommé lieutenant général de la mer et décroche le poste convoité de « capitaine général de la mer Océane ».
Toujours proche de la famille royale, il accompagne l'infante Marguerite à son mariage avec Léopold Ier de Habsbourg (1640-1705), roi de Hongrie et de Bohême. Pendant la guerre de Succession d'Espagne, fervent partisan de Philippe d'Anjou, qui deviendra roi d'Espagne en tant que Philippe V, celui-ci le fait « Mayordomo mayor del Rey de España » (1701), ministre du Conseil d'administration (1702) et chevalier de l'ordre du Saint-Esprit (1703).

## Famille
Le marquis épouse à Cabra (Cordoue) , le 7 juin 1654, doña María Manuela Fernández de Córdoba, la fille de don Antonio Fernández de Córdoba, duc de Sessa, et de Doña Teresa Pimentel.

### Enfants
- Don Fadrique Alvarez de Toledo et Fernández de Córdoba, marquis de Villafranca et dignitaire Grand d'Espagne.
- Don Antonio Alvarez de Toledo, épouse sa cousine doña Ana María Fernández de Córdoba, marquise de Távara.
- Doña Elvira de Tolède, épouse de don Gaspar de Silva, comte de Galve.
- Don Luis Alvarez de Toledo et Fernandez de Cordoba, premier écuyer de Charles II d'Espagne.
- Don Francisco Alvarez de Toledo, mari de doña  Maria Teresa Sarmiento, comtesse de Humanes.
- Doña Teresa de Tolède, épouse de Don Manuel Silva, comte de Galve.